# Mahal (album)
Mahal è il settimo album in studio del musicista statunitense Toro y Moi, pubblicato nel 2022.

## Tracce
1. The Medium (featuring Unknown Mortal Orchestra) – 3:07
2. Goes by So Fast – 3:41
3. Magazine (featuring Salami Rose Joe Louis) – 3:11
4. Postman – 2:40
5. The Loop – 4:01
6. Last Year – 3:15
7. Mississippi – 1:56
8. Clarity (featuring Sofie Royer) – 3:59
9. Foreplay – 3:17
10. Déjà Vu – 2:42
11. Way Too Hot – 2:46
12. Millennium (featuring The Mattson 2) – 3:01
13. Days in Love – 3:00

## Classifiche
| Classifica (2022) | Posizione raggiunta |
| ----------------- | ------------------- |
| Stati Uniti       | 167                 |